# Rio dos Patos (Iratim)
Der Rio dos Patos ist ein etwa 17 km langer linker Nebenfluss des Rio Iratim im Süden des brasilianischen Bundesstaats Paraná.

## Etymologie
Pato ist der portugiesische Begriff für die Ente. 

## Geografie

### Lage
Das Einzugsgebiet des Rio dos Patos befindet sich auf dem Terceiro Planalto Paranaense (Dritte oder Guarapuava-Hochebene von Paraná).

### Verlauf
Sein Quellgebiet liegt im Munizip Coronel Domingos Soares auf 607 m Meereshöhe etwa 30 km nordöstlich des Hauptorts.
Der Fluss verläuft im ersten Drittel seines Laufs nach Nordwesten und wendet sich dann nach Westen. Er mündet auf 607 m Höhe von rechts in den Rio Iratim, der kurz unterhalb in den Rio Iguaçu mündet. Dieser ist hier zur Represa UHE Segredo aufgestaut. Er ist etwa 17 km lang.

### Munizipien im Einzugsgebiet
Der Rio dos Patos verläuft vollständig innerhalb des Munizips Coronel Domingos Soares.